# Матияри (округ)
Матияри (урду ضلع مٹیاری‎, англ. Matiari District, синдхи ضلعو مٽیاري) — один из 23 округов пакистанской провинции Синд. Административный центр — город Матияри.

## География
Площадь округа — 1 417 км². На севере граничит с округом Навабшах, на западе — с округом Джамшоро, на юге — с округом Хайдарабад, на востоке — с округом Сангхар.

## Административно-территориальное деление
Округ делится на три техсила:
- Матияри
- Хала
- Саедабад

## История
Округ был выделен в отдельную административно-территориальную единицу из состава округа Хайдарабад 4 апреля 2005 года.